# Муритов, Рамис Ахатович
Рамис (Рамиз) Ахатович Муритов (род. 1941) — советский футболист, нападающий.
Практически всю карьеру в командах мастеров провёл в клубе «Текстильщик» / «Динамо» Кировабад в 1961—1968 годах. В «золотом матче» финального турнира первенства второй группы класса «А» 1967 года против карагандинского «Шахтёра» забил единственный гол, что позволило «Динамо» выйти в первую группу класса «А». В чемпионате 1968 года команда заняла последнее место, а Муритов в 26 играх забил два гола — в матчах с «Араратом» (1:0) и «Локомотивом» М (2:0).
В 1969 году играл за кемеровский «Кузбасс».
Последние годы жизни проживал в Казани.
Похоронен на кладбище деревни Старый Менгер, Атнинского района, Республика Татарстан.
Интересные факты: За гол, который вывел команду "Динамо" Кировобад в первую группу класса "А", Муритову Р.Р. подарили мангал с дружеским шаржем на него и подписью: "Муритов-золотая нога". 
Его старший сын Рузаль Указом Президента РФ от 05.03.2001 #264 назначен судьей Ленинского районного суда г. Мурманска.